# Лажуани, Андре
Андре Лажуани (фр. André Lajoinie; 26 декабря 1929, Шасто — 26 ноября 2024, Кюссе) — французский политик.

## Биография
Родился в селе Шасто (Коррез) в семье небогатого фермера, был вторым из четверых детей.
После окончания колледжа работал сначала в хозяйстве отца, затем в своём собственном.
В 1948 году вступил во Французскую коммунистическую партию. В июле 1958 года во время демонстрации против алжирской войны в Бриве был тяжело ранен полицейскими и впал в кому, ему делали трепанацию черепа. Сначала лечился в Туле, а затем в госпитале Святой Анны в Париже. Ему потребовалось много месяцев, чтобы восстановить здоровье.
В 1963 году по просьбе Гастона Плиссонье (Gaston Plissonnier) стал работать в партийном аппарате в Париже, в аграрной секции Центрального комитета. Кандидат в члены ЦК с 1972 года, член ЦК и кандидат в члены Политбюро ЦК с 1976 года, член Политбюро с 1979 года, секретарь ЦК с 1982 года.
С 1977 по 1996 год директор еженедельника La Terre, а также журнала Économie et politique.
В 1978 году избран в парламент по избирательному округу Сен-Пурсен-сюр-Сиуль (департамент Алье). Переизбирался в 1981, 1986 и 1988 годах. Потерпев поражение на выборах 1993 года, вернул себе место депутата в 1997 году. С 1980 по 1993 год возглавлял коммунистическую фракцию в Национальном собрании, а в 1997 году был назначен председателем Комитета по производству и торговле.
В парламенте возглавил кампанию «40 миллиардов франков на школы, а не на оружие». Выступал за повышение пенсий и социальных пособий, за льготы для фермеров, за увеличение финансирования строительства социального жилья, против сельскохозяйственных реформ, за освобождение Нельсона Манделы и прекращение режима апартеида в Южной Африке.
Будучи кандидатом от коммунистов на президентских выборах во Франции в 1988 году, набрал 6,76 % голосов в первом туре, заняв пятое место из девяти претендентов.
В 2002 году отказался баллотироваться в парламент и впоследствии отошёл от политической деятельности.
Умер 26 ноября 2024 г. в Кюссе в возрасте 94 лет.
Кавалер ордена Почётного легиона (июнь 1996).